# De Geusselt
De Geusselt – wielofunkcyjny stadion, położony w Maastricht, Holandia. Oddany został do użytku 1961 roku. Swoje mecze na tym obiekcie rozgrywa zespół piłkarski MVV Maastricht. Pojemność stadionu wynosi 10 000 osób.